# Amauronematus subfuscus
Amauronematus subfuscus är en stekelart som beskrevs av Schmidt 1997. Amauronematus subfuscus ingår i släktet Amauronematus, och familjen bladsteklar. Arten är reproducerande i Sverige.